# 永固工程司
永固工程司，是在20世纪初在中国天津成立的一个建筑公司。

## 概述

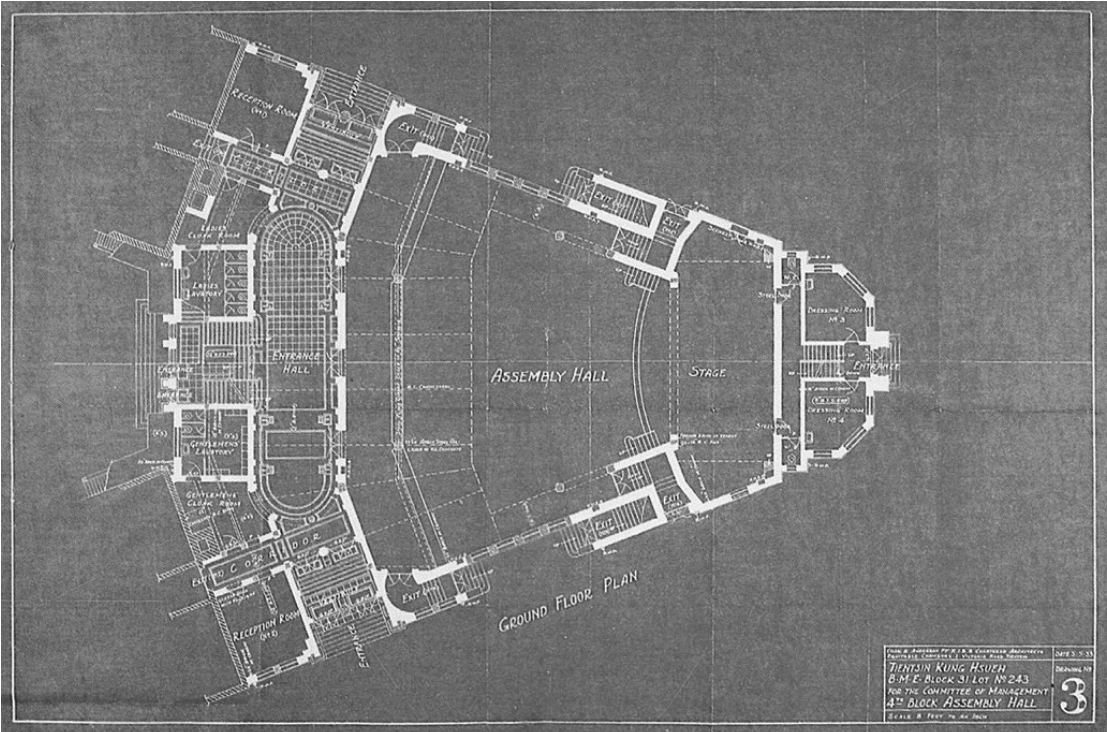
永固工程司设计的耀华学校礼堂建筑平面设计图

美国土木工程师学会会员亚当斯在1890年代抵达中国，任北洋大学堂土木工程教习。之后他与诺尔斯（英語：G．S．Knowles）和塔基（英語：W．R．T．Tuckey）合伙在天津开办永固工程公司（英語：Adams, Knowles & Tuckey），承接建筑设计和土木工程。1908年前，塔基退伙，公司遂变更西名为“Adems & Knowles”。1911年，后亚当斯退出，公司由可克（英語：Edwin Cook）等接办，先后更西名为英語：、英語：，华名通称永固工程司。曾修建唐山路矿学堂。
爱德华·可克在1908年前后成为合伙人。不久肖氏退出，公司由可克与安德森（英語：H．M．Anderson）合伙接办，华名通称永固工程司（英語：Cook & Anderson），添测绘、估价核价等业务。